# Cnaphalocrocis perinephes
Cnaphalocrocis perinephes là một loài bướm đêm trong họ Crambidae.